# Хари Потър и Философският камък (саундтрак)
„Хари Потър и Философският камък (оригинален саундтрак към филма)“ (на английски: Harry Potter and the Philosopher's Stone (Original Motion Picture Soundtrack)) е музикален албум, реализиран на 30 октомври 2001 г. Партитурите към филма са композирани и дирижирани от Джон Уилямс. Саундтракът е номиниран в категорията най-добра оригинална музика на 74-тата церемония на Академията на САЩ. Композициите, съдържащи множество лайтмотиви, се използват и във филмовите продължения на поредицата, но най-много в Стаята на тайните. Тези теми включват две теми за Волдемор, две теми за Хогуортс, тема за Диагон-Али, тема за куидич, две теми за приятелството и основната тема (Hedwig's Theme). Тази основна партитура се среща в цялата филмова поредица за Хари Потър, както и в разклонението на историята от 2016 г. Фантастични животни и къде да ги намерим.
На 14 декември 2001 г. саундтракът получава златен сертификат в Канада за 50 000 продадени единици от Канадската асоциация на звукозаписната индустрия. Получава и златен сертификат от Асоциация на звукозаписната индустрия на Япония за 100 000 продадени копия в Япония. През 2002 г. саундтракът и композиторът му Джон Уилямс са номинирани за най-добра оригинална музика на 74-тата церемония на Академията. Уилямс губи от партитурата на Хауърд Шор за партитурите му към филма Властелинът на пръстените: Задругата на пръстена.
Партитурите са изпълнени и записани в Еър Линдхърст Студиос и Аби Роуд Студиос в Лондон. Влиза в Билборд 200 под № 48 и е поставен под номер 2 в класацията за най-добри саундтракове. Във Великобритания албумът е поставен под номер 2.

## Списък с песните
| 1.    | Prologue                                                     | 2:12 |
| 2.    | Harry's Wondrous World                                       | 5:21 |
| 3.    | The Arrival of Baby Harry                                    | 4:25 |
| 4.    | Visit to the Zoo and Letters from Hogwarts                   | 3:23 |
| 5.    | Diagon Alley and the Gringotts Vault                         | 4:06 |
| 6.    | Platform Nine-and-Three-Quarters and the Journey to Hogwarts | 3:14 |
| 7.    | Entry into the Great Hall and the Banquet                    | 3:42 |
| 8.    | Mr. Longbottom Flies                                         | 3:35 |
| 9.    | Hogwarts Forever! and the Moving Stairs                      | 3:47 |
| 10.   | The Norwegian Ridgeback and a Change of Season               | 2:47 |
| 11.   | The Quidditch Match                                          | 8:29 |
| 12.   | Christmas at Hogwarts                                        | 2:56 |
| 13.   | The Invisibility Cloak and the Library Scene                 | 3:16 |
| 14.   | Fluffy's Harp                                                | 2:39 |
| 15.   | In the Devil's Snare and the Flying Keys                     | 2:21 |
| 16.   | The Chess Game                                               | 3:49 |
| 17.   | The Face of Voldemort                                        | 6:10 |
| 18.   | Leaving Hogwarts                                             | 2:14 |
| 19.   | Hedwig's Theme                                               | 5:11 |
| 73:28 |                                                              |      |

## Критичен прием
Критичните реакции към саундтрака са положителни, възхвалявайки централните теми на партитурата. Някои критици обаче смятат, че музиката не съдържа оригиналност и повтаря темите си прекомерно във филмовата лента.